# Marstein (Medalen)

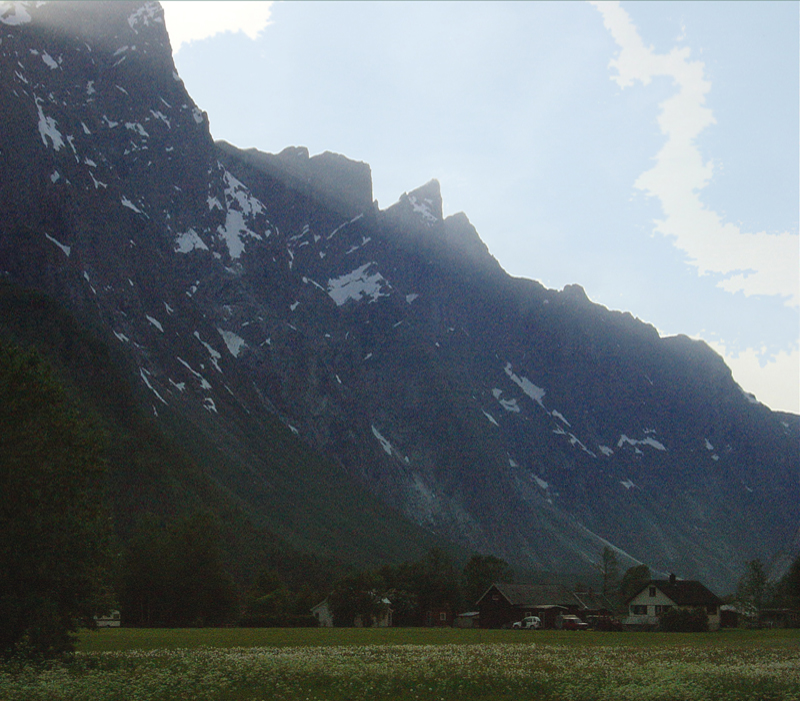
Marstein im Romsdal

Marstein ist ein Weiler, der zum Dorf Medalen im Fylke Møre og Romsdal in Norwegen gehört. Marstein befindet sich ungefähr in der Mitte des Romsdalen etwa ein Meile (rund elf Kilometer) südöstlich von Åndalsnes.

## Verkehr
Der Ort kann durch die Europastraße 136 erreicht werden. Marstein hatte vom 30. November 1924 bis 1. Januar 1964 einen Bahnhof an der Raumabane, der als Haltepunkt weiter bis 27. Mai 1990 bestand. Er dient heute nur noch als Kreuzungsbahnhof ohne Personenverkehr.
Koordinaten: 62° 26′ 38,1″ N, 7° 51′ 4,4″ O